# Чернышев, Аристарх Александрович
Аристарх Александрович Чернышев (род. 1968, Луганск) — российский художник.

## Биография
Окончил МГТУ им. Н. Э. Баумана, факультет машиностроения (1991).
В 1992—1994 годах участник Интернационала «Белка». 
В 1995 году стипендиат Берлинской Академии художеств. 
В 1996—2005 годах работал в дуэте с Владиславом Ефимовым в области видео- и медиаарта.
С 2004 года стал работать с Алексеем Шульгиным, тогда же они организовали проект «Electroboutique», включавший в себя и галерею «Electroboutique» на «Арт-Стрелке». В настоящий момент: самостоятельный художник.

## Премии
- Лауреат Премии Кандинского, в категории «Медиа-арт. Проект года.» (совместно с Алексеем Шульгиным в составе группы Электробутик). 2009 г.[1]

## Основные персональные выставки и проекты
2012
- Electroboutique. Реквием. Прощальная выставка[2], Мультимедиа Арт Музей, Москва[2]

2008
- CRITI-POP Moscow Museum of Modern Art Moscow, Ermolaevsky lane, 17[3]

2007
- Срочно. Галерея Электробутик, Москва

2006
- Телекожа. Галерея Электробутик, Москва
- Утечка данных. XL Галерея, Москва

2005
- Поэтическая экономика. Галерея Электробутик, Москва
- Презентация телеинсталляций. Media Centre RICX, Riga, Latvia
- КоМутация, Интерактивная инсталляция. С Вл. Ефимовым. XL Галерея, Москва

2004
- Эхо эфира. Интерактивная мультимедийная инсталляция. С Вл. Ефимовым. (В рамках фестиваля «Современное искусство в традиционном музее», Институт ПроАрте), Центральный музей связи им. А. С. Попова, С.-Петербург
- Пузыри. Интерактивная инсталляция. С Вл. Ефимовым. XL Галерея, Москва
- Скрининг видеоработ. С Вл. Ефимовым. Институт Современного Искусства (ICA), Лондон, Великобритания
- Презентация медиапроекта «Новый век телевидения». Институт Современного Искусства (ICA), Лондон, Великобритания

2002
- I’ll be back. Интерактивная инсталляция. С Вл. Ефимовым. XL Галерея, Москва
- Нирвана. Видеоинсталляция. С Вл. Ефимовым. Галерея «Улица О. Г. И.», Москва
- Проект памятника Арнольду Шварценеггеру в роли Терминатора Т-800. Мультимедийный проект. С Вл. Ефимовым. Forum Stadtpark, Грац, Австрия

2001
- Генетическая гимнастика 2. Мультимедийная инсталляция. С Вл. Ефимовым. Музей-квартира академика И.Павлова. (В рамках фестиваля «Современное искусство в традиционном музее, Институт ПроАрте), С.-Петербург

2000
- Генетическая гимнастика. Мультимедийная инсталляция. С Вл. Ефимовым. Клуб „Дом“, Москва

1999
- Music of Retorts. A visual musical performance. (In the framework of a musical festival Ichthyology). With Vl. Efimov and A. Borisov. The DOM Club, Moscow, Russia
- Music of Retorts. A visual musical performance. (In the framework of an annual digital music programme Electric Future). With Vl. Efimov and F.R.U.I.T.S. duo. Central House of Artists, Moscow, Russia

1998
- The Shining Prostheses. With Vl. Efimov. TV Gallery, Moscow, Russia

1997
- Opus Magnum. With Vl. Efimov. The Art Moscow Fair, TV Gallery, Moscow, Russia

1996
- Galvani. With Vl. Efimov, TV Gallery, Moscow, Russia

## Совместные проекты и выставки
2009
- Архстояние деревня Николо-Ленивец 24-25 июля
- ENTER ACTION — Digital Art Now 07 February 2009 — 26 April 2009 ARoS Aarhus Kunstmuseum, Denmark.
- Kiosk, Artifacts of a Post-digital Age, STRP festival, Eindhoven.
- Enter Festival, DOX, Prague

2008
- Transmediale 2008 (Berlin, Germany)
- Synthetic Times — Media Art China 2008. National Art Museum of China, Beijing
- Art Basel 2008. XL Gallery. Basel, Switzerland
- Holy Fire. The Art of the Digital Age. IMAL, Brussels, Belgium
- Anna Kournikova deleted by Memeright trusted System. Kunst und Copyright im Digitalen Zeitalter. HMKV at PHOENIX Halle, Dortmund, Germany
- Territories and Resources». Cinema City, Novi Sad, Serbia
- Turn and Widen — Seoul Museum of Art (SeMA), Seoul The 5th Seoul International Media Art Biennale. Seoul, South Korea
- Frieze Art Fair 2008. XL Gallery. Regent’s Park, London, UK
- (Im) Material Art ConcentArt e.V."A Space for Projects and Exhibitions" in Berlin Kreuzberg

2007
- Graz-Moscow. Forum Stadtpark, Graz, Austria
- Art Basel 2007. XL Gallery. Basel, Switzerland
- Moskau — Sputnik. Gallery Hilger contemporary, Vienna, Austria
- White Night 2007 (BALTA NAKTS 2007). Andrejsalas infocentr. Riga, Latvia
- Верю. special project of the 2nd Moscow Biennale of Contemporary Art
- Art Digital. Mars gallery, Moscow, Russia
- Frieze Art Fair 2007. XL Gallery. Regent’s Park, London, UK
- Премия Кандинского 2007. Москва, Винзавод

2006
- Art Basel Miami Beach. XL Gallery. Miami Beach Florida, USA
- The Mirror. (In the framework of a ProArte Institute project «Things»). ProArte Institute Exhibition Hall, St. Petersburg, Russia
- Frieze Art Fair 2006. XL Gallery. London, UK
- Art Basel 2006. XL Gallery. Basel, Switzerland
- Третий Московский международный салон изящных искусств. XL галерея. ЦВЗ Манеж, Москва
- АРТ Москва 2006. XL галерея. Центральный дом художника, Москва
- Да будет видео! Русский видеоарт 1996—2006. В рамках ярмарки АРТ Москва 2006. Центральный дом художника, Москва
- Фотобиеннале’06. Фотоцентр Союза Журналистов, Москва
- Инновация. Итоговая выставка работ, представленных на соискание премии в области современного изобразительного искусства за 2005 г. ГЦСИ, Москва

2005
- Story Rooms. Museum of Science and Industry, Manchester
- Чудо света. МГВЗ Новый Манеж, Москва
- Art Basel Miami Beach. XL галерея. Collins Park at the Beach, Майами Бич, Флорида, США
- Observatori-05. Mitos — Idolos — Hibridos. Проект галереи La Sala Naranja, Валенсия. Museo Principe Felipe, Валенсия, Испания
- Московский Прорыв / Moscow Breakthrough. Проект ГЦСИ, Москва и фонда Academia Rossica, Лондон. ВЦ Bargehouse, OXO Tower Wharf, Лондон, Великобритания
- художники начала века. видеоарт. Галерея WAM, Москва
- Frieze Art Fair 2005 . XL галерея. Regent’s Park, Лондон, Великобритания
- FIAC 2005. XL-галерея. The Parc des Expositions, Porte de Versailles, Париж, Франция
- Портрет лица. Галерея Гельмана. ЦСИ М’АРС, Москва
- Water Pieces 05. Noass Gallery, Рига, Латвия
- Арсенале 2005. Арсенал, Нижний Новгород
- A second side. Международная биеннале современного искусства IBCA 2005. Национальная Пражская Галерея, Прага, Чехия
- АРТ-Москва 2005. XL-галерея. Центральный дом художника, Москва
- P.S. За красным горизонтом. ГЦСИ, Москва
- Грац — Москва. ГЦСИ, Москва
- Россия 2. Проект галереи Гельмана. Специальный проект в рамках Первой Московской биеннале современного искусства. Центральный дом художника, Москва

2004
- Семь грехов. Moderna Galerija Ljubljana, Любляна, Словения
- Искусство — это иллюзия. Галерея RuArts, Москва
- За красным горизонтом. Новое искусство из России и Польши. Центр Современного искусства Замок Уездовски, Варшава, Польша
- Human-Machine Interface. Галерея Rum46, Аархус, Дания АРТ-Москва — 2004. XL-галерея. Центральный дом художника, Москва
- Московское время. ГЦСИ. Петрозаводск
- Faster than History. Музей современного искусства Kiasma, Хельсинки, Финляндия

2003
- Новый отсчёт. Цифровая Россия. Центральный дом художника, Москва
- Стиль XL. Выставка к 10-летию XL Галереи. XL Галерея, Москва
- Банки и кубки. Центр Мейерхольда, Москва
- Last Hero. Художественный музей Эстонии при участии ГЦСИ, Москва. Выставочный зал в Соляных складах Ротермана, Таллин, Эстония
- Рецепты счастья. ГЦСИ. Волгоград- Ярославль -Тула
- Проекция. (Проект ГЦСИ, Нижний Новгород). Арсенал, Нижний Новгород
- re-cycling und re-design. Кафе «Das Moebel», Вена, Австрия
- Мастерская-2003. (В рамках ярмарки "АРТ-Москва — 2003). Центральный дом художника, Москва
- AiR_port takeOFF 1. Forum Stadtpark, Грац, Австрия
- Пишущая машинка. (Выставка цикла «Штучки»). Выставочный зал Института ПРО АРТЕ, С.-Петербург
- 3-я Фототриеннале Арс-Балтика. Stadtgalerie Kiel, Киль, Германия — Kuenstlerhaus Schloss Plueschow, Мекленбург, Германия — Bergen Kunsthall/Bergens Kunstforening, Берген, Норвегия

2002
- Структуры сигнала. Мансарда ГЦСИ, Москва
- Трансформации. Мансарда ГЦСИ, Москва
- АРТ-Москва — 2002. Галерея «Улица ОГИ». Центральный дом художника, Москва
- Грани. Передвижная выставка современного искусства. ГЦСИ. Музейно-выставочный комплекс М. Т. Калашникова, Ижевск
- Фотобиеннале’02. Центральный выставочный зал «Манеж», Москва
- Снегурочка / Sniezynka. Новое Искусство из России. Национальная Галерея современного искусства «Zahenta», Варшава, Польша
- Московское Время / Maskvos Laikas. Выставка современного российского искусства. ГЦСИ. Siuolaikinio meno centras, Вильнюс, Литва — Мемориальный музей «Нижегородская Радиолаборатория», Нижний Новгород

2001
- Искусство, Масс- и Мультимедиа: Пути Пересечений. Выставка в рамках семинара-симпозиума «Современное искусство: экология искусства в индустриальном ландшафте». ГЦСИ. Нижнетагильский государственный музей изобразительных искусств, Нижний Тагил
- Байкал. Проект культурного сотрудничества. Иркутск, оз. Байкал
- Выставка современного русского икусства. Schloss Graffenegg, Вена, Австрия
- Milano Europe — 2000. La Triennale di Milano, Милан, Италия
- Мастерская-2001. (В рамках ярмарки "АРТ-Москва — 2001). Центральный дом художника, Москва
- 8-я Каирская биеннале. ГЦСИ. Дворец искусств, Каир, Египет
- Грани. Передвижная выставка современного искусства. ГЦСИ. Художественный музей, Курган; Областной музей изобразительных искусств, Кемерово; Волгоградский музейно-выставочный центр, Волгоград; Ульяновский музей современного изобразительного искусства им. А. А. Пластова, Ульяновск
- Iskusstvo 2000. Kunstverein Rosenheim, Розенхайм, Германия

2000
- Грани. Передвижная выставка современного искусства. ГЦСИ, Картинная галерея, Новосибирск
- Сериалы. Выставка современного искусства. ГЦСИ, Центральный выставочный зал «Манеж», Москва
- Динамические пары. Выставочный проект к 10-летию галереи М. Гельмана. Центральный выставочный зал «Манеж», Москва — Дом Архитекторов, Нижний Новгород — Государственный Русский Музей, Мраморный дворец, С.-Петербург
- Междудейственное искусство. Зверевский центр современного искусства, Москва

1999
- Projections from Russia. Exhibition of the Contemporary Russian Art. Mongolian Modern Art Gallery, Ulan-Bator, Mongolia
- Realitaet und Schein. Kunsthalle Faust, Hannover, Germany
- Fauna. National Gallery of Contemporary Art Zahenta, Warsaw, Poland
- ACT’99. Galerie Maerz, Linz, Austria — TV Gallery, Moscow, Russia
- The 2nd International Show of Art in CD-ROM. Media Centre of Art and Design and the School of Design (MECAD/ ESDI), Sabadell — Barcelona, Spain
- Total Recall. TV Gallery, Moscow, Russia

1998
- Fauna. Maly Manezh Exhibition Hall, Moscow, Russia
- Art Manezh '98. Central Exhibition Hall Bolshoi Manezh, Moscow, Russia
- Berliner Art Messe. TV Gallery, Berlin, Germany
- The Ship of the Present. (An NCCA, Moscow, project.) Yaroslavl, Tver, Nizhny Novgorod, Kostroma, Russia
- Fotobiennial '98. Central Exhibition Hall Bolshoi Manezh, Moscow, Russia

1997
- Ostranenie. Dessau, Germany
- Art Moscow '97. TV Gallery. Central House of Artists, Moscow, Russia

1995
- Art Belongs to People. Part II: works of art in the shop windows. Myasnitskaya Street, Moscow, Russia
- Ergebnis. Galerie am Marstall, Berlin, Germany

1994
- Bronya’s Birthday. Petrovsky Boulevard 12, Moscow, Russia
- Art Belongs to People. Part I: works of art at the city advertising boards. Moscow, Russia

1993
- Local Time. Festival of non-profitable projects. Petrovsky Boulevard 12, Moscow, Russia
- Post Modernism and National Traditions. The State Tretyakov Gallery, Moscow, Russia
- The Bospor Forum. Kerch, the island of Tuzla, Crimea, Ukraine
- A Shop.Konstantin store, Moscow, Russia

1992
- The Day of Territory. Petrovsky Boulevard 12, Moscow, Russia

1991
- Agaspher. Minsk — Riga — Moscow, USSR

## Работы хранятся в собраниях
Государственный Центр современного искусства, Москва. Третьяковская Галерея, Москва.

## Фестивали и призы
2004
- Фестиваль экстра короткого кино. (ESF — 2004). Гран — при в номинации «Анимация». С Вл. Ефимовым. Новосибирск

2003
- Electric Visions. Первый фестиваль российского и скандинавского видеоарта. С Вл. Ефимовым. Россия-Финляндия-Скандинавия
- Пусто. 2-й Уличный Фестиваль Видеоарта. С Вл. Ефимовым. Кадашёвская набережная, Москва

2002
- Канск — 2002. Первый Международный Канский Видео Фестиваль. Шорт-лист. С Вл. Ефимовым. Канск, Россия

2001
- Фестиваль экстра короткого кино. (ESF — 2001). Гран — при в номинации «Видео». С Вл. Ефимовым. Новосибирск
- Kino. Video. Tele. Кинофестиваль. Грац, Австрия. Грац, Австрия